# Equinor
Equinor ASA (tidligere Statoil ASA) er et norsk børsnoteret olie- og energiselskab. Selskabet er et resultat af fusionen mellem Statoil og olie- og energidivisionen i Norsk Hydro med virkning fra 1. oktober 2007. Equinor har 31 000 ansatte og er repræsenteret i omkring 40 lande. Med en markedsværdi omkring 555 milliarder norske kroner er selskabet et af de mest værdifulde i norden. Hovedkontoret ligger i Stavanger med produktions-, efterforsknings- og forskningsenheder i Oslo, Bergen, Trondheim, Harstad, Porsgrunn, Stjørdal og Hammerfest.
I Danmark var Statoil ASA repræsenteret ved selskabet Statoil Fuel & Retail (Danmark), som leverede energiløsninger til privat- og virksomhedskunder indenfor industri, landbrug, fiskeri og servicesektoren. Produktion af Equinor produkter sker ved selskabets raffinaderi i Kalundborg, hvor der årligt kan bearbejdes op mod 5,5 millioner ton råolie. Equinor leverer også løsninger til opvarmning af bygninger og hjem.
Equinor er verdens største operatør på dybt vand og blandt verdens 50 største selskaber uafhængig af branche. Selskabet er meget dominerende i norsk sektor, hvor det står for cirka 80 procent af den udvundne olie og gas. Endvidere er Equinor tilstede i omkring 40 lande over hele verden, hvor de største reserver er i Angola, Aserbajdsjan og Algeriet. Da Statoil og Norsk Hydro offentliggjorde planerne om fusionen i december 2006 blev en større international satsning angivet som den primære grund.
I tillæg til omfattende efterforskning og udvinding af olie og gas i opstrøms delen af selskabet, driver Equinor nedstrøms virksomhed i mange lande i Nordeuropa. Benzinstationer og salg af andre petroleums- og energiprodukter gøres under mærkenavnet Statoil.
Den norske stat ejer 62,5 procent af aktierne i Equinor, men den norske regering under Arbejderpartiets Jens Stoltenberg har ytret ønske om at øge ejerandelen til 67 procent gennem køb af aktier for 30 milliarder norske kroner. Den borgerlige opposition i Norge har kritiseret dette planlagte aktieopkøb.
Den 25. oktober 2007 blev der underskrevet en aftale med det russiske Gazprom som giver Equinor en 24 procent ejerandel i selskabet Shtokman Development Company, hvor Gazprom (51%) og franske Total (25%) er de to andre partnere. Shtokman Development Company vil være ansvarlig for planlægning, finansiering og udbygning af nødvendig infrastruktur i første fase af det gigantiske Shtokman gasfelt i den russiske del af Barentshavet. Selskabet vil eje infrastrukturen i 25 år fra opstart af kommerciel produktion. Dette inkluderer offshore installationer, rørledning til land og processeringsanlæg for både flydende naturgas (LNG) og rørgas. Det er vigtigt at understrege at russiske Gazprom fortsat ejer 100 procent af selve naturresurserne, mens selskabet som Equinor har ejerskab i, skal udbygge, producere og sælge gassen. Gennemføringen af projektet er afhængig af endelig investeringsbeslutning som forventes taget i anden halvdel af 2009.

## Styreledere
- Øystein Løseth (til 2017)[1]